# North Korea Uncovered
North Korea Uncovered est un ensemble complet de cartes de la Corée du Nord. Elle comprend une couverture approfondie de milliers de bâtiments, de monuments, d'installations de stockage de missiles, de fosses communes, de camps de travail secrets, de palais, de restaurants, de sites touristiques et de routes principales du pays, et comprend même l'entrée de la base souterraine d'essais nucléaires du pays, le centre de recherche scientifique nucléaire de Yongbyon.
Cette cartographie est le fruit de deux années de travail de la part de Curtis Melvin, étudiant en doctorat, et d'autres volontaires, qui ont étudié des centaines de reportages, d'images, de récits, de livres et de cartes afin d'identifier les sites géographiques et politiques. Le résultat est considéré comme l'une des cartes de la Corée du Nord les plus détaillées mises à la disposition du public en 2009. Il est disponible sous la forme d'un petit fichier KMZ, consultable avec Google Earth. Entre avril 2007 et avril 2012, le fichier de données a été téléchargé plus de 270 000 fois.